# Al Mahwit
Al Mahwit (en arabe : المحويت) est une ville yéménite, et la capitale du Gouvernorat d'Al Mahwit (Yémen).